# Sylweriusz Królak
Sylweriusz Marcin Królak (ur. 4 listopada 1963 w Warszawie) – polski prawnik, wiceminister sprawiedliwości (2001–2005), członek Trybunału Stanu (2005–2015).

## Życiorys
W 1987 ukończył studia na Wydziale Prawa i Administracji Uniwersytetu Warszawskiego. Następnie do 1997 był pracownikiem Ministerstwa Spraw Zagranicznych, m.in. jako konsul generalny i radca ambasady w Moskwie. Od 1998 do 2001 zajmował stanowisko zastępcy dyrektora Biura Prawa i Ustroju w Kancelarii Prezydenta. W listopadzie 2001 został podsekretarzem stanu w Ministerstwie Sprawiedliwości (do października 2005).
W 1992 uzyskał uprawnienia radcy prawnego. W latach 2005–2007 i 2007–2011 z rekomendacji posłów SLD, a w latach 2011–2015 z rekomendacji posłów SLD i PSL wchodził w skład Trybunału Stanu. Został przewodniczącym Polsko-Niemieckiego Stowarzyszenia Prawników.
W 2005, za wybitne zasługi w działalności na rzecz integracji Polski z Unią Europejską, otrzymał Krzyż Kawalerski Orderu Odrodzenia Polski.